# Serhiy Konovalov
Serhiy Konovalov (Poltava, Unión Soviética, 1 de marzo de 1972) es un ex-futbolista ucraniano, se desempeñaba como mediapunta. Fue internacional con la selección de fútbol de Ucrania entre 1993 y 2003.

## Clubes
| Club                     | País               | Año         | Partidos | Goles |
| FC Dnipro Dnipropetrovsk | Bandera de Ucrania | 1990 - 1994 | 108      | 29    |
| FC Dinamo Kiev           | Ucrania            | 1995 - 1996 | 37       | 7     |
| Pohang Steelers          | Corea del Sur      | 1996 - 1998 | 25       | 4     |
| FC Dinamo Kiev           | Ucrania            | 1998 - 2000 | 26       | 5     |
| FC Dnipro Dnipropetrovsk | Ucrania            | 2000 - 2001 | 4        | 0     |
| FC Dinamo Kiev           | Ucrania            | 2001 - 2002 | 0        | 0     |
| Beitar Jerusalén         | Israel             | 2002 - 2003 | 47       | 9     |
| FC Arsenal Kiev          | Ucrania            | 2003        | 3        | 0     |
| FC Borysfen Boryspil     | Ucrania            | 2004        | 8        | 0     |
| Qingdao Beilaite         | China              | 2004        | 6        | 1     |
| FC Arsenal Kiev          | Ucrania            | 2004 - 2005 | 19       | 0     |
| FK Inter Baku            | Azerbaiyán         | 2006        | 7        | 0     |